# Miloš Milutinović
Miloš Milutinović, cyr. Милош Милутиновић (ur. 5 lutego 1933 w miejscowości Bajina Bašta, zm. 28 stycznia 2003 w Belgradzie) – jugosłowiański trener i piłkarz grający na pozycji napastnika. Wychowanek klubu FK Partizan. Brat Velibora Milutinovicia.